# 亞洲公路4號線
亞洲公路4號線（英語：Asian Highway 4）编号为，是亞洲公路網中一条长6,024 km（3,743 mi）的公路，从俄罗斯新西伯利亚（与AH6连接），经过中国乌鲁木齐，直至巴基斯坦卡拉奇（与AH7连接） 。

## 线路

### 俄罗斯
- P256 R256公路：新西伯利亚（Новосибирск） - 巴尔瑙尔（Барнаул） - 塔山塔（Ташанта） (972 km)

### 蒙古
- A0306 A0306公路：乌兰拜兴特（Улаанбайшинт） － 乌列盖（Өлгий） (97 km)
- A0305 A0305公路：乌列盖（Өлгий）－ 科布多（Ховд） (178 km)
- A0304 A0304公路：科布多（Ховд） － 曼汗（Манхан） (76 km)
- A14 A14公路：曼汗（Манхан） - 雅浪塔（Ярантай） (352 km)[2]

### 中国
- 塔喀线：塔克什肯[3]- 富蕴 (319 km)
- 216国道：富蕴 - 恰库尔图 - 阜康 - 乌鲁木齐 (433 km)
- 连霍高速：乌鲁木齐 - 托克逊
- 吐和高速：托克逊 - 喀什
- 314国道：喀什 - 塔什库尔干 - 红其拉甫 (1948 km)

### 巴基斯坦
- N35号公路：红其拉甫（خنجراب） - 吉尔吉特（گلگت） - 曼塞赫拉（مانسہرہ） - 阿伯塔巴德（ایبٹ آباد） - 赫里布尔（ہری پور） - 哈桑阿卜杜勒（حسن ابدال）
- N5号公路（英语：N-5 National Highway）：哈桑阿卜杜勒（حسن ابدال） - 拉瓦尔品第（راولپنڈی） - 古杰兰瓦拉（گوجرانوالہ） - 拉合尔（لاہور） - 木尔坦（ملتان） - 海尔布尔（خيرپور） - 海得拉巴（حیدرآباد） - 卡拉奇（کراچی）
  - （支线）克什米尔高速公路：拉瓦尔品第（راولپنڈی） - 伊斯兰堡（اسلام آباد）